# Île Pandanus
L’île Pandanus est un îlot de Nouvelle-Calédonie appartenant administrativement à Païta.